# IC 551
IC 551 је спирална галаксија у сазвјежђу Лав која се налази на листи објеката дубоког неба у Индекс каталогу.
Деклинација објекта је + 6° 56' 12" а ректасцензија 9h 41m 0,0s. Привидна величина (магнитуда) објекта IC 551 износи 13,7 а фотографска магнитуда 14,5. IC 551 је још познат и под ознакама UGC 5168, MCG 1-25-12, CGCG 35-29, PGC 27645.